# بیل مورفی
بیل مورفی (انگلیسی: Bill Murphy; ۲۱ نوامبر ۱۹۲۱ – ۲۰۰۴ (۸۲−۸۳ سال)) بازیکن فوتبال اهل بریتانیا بود.
از باشگاه‌هایی که در آن بازی کرده‌است می‌توان به باشگاه فوتبال برادفورد سیتی و باشگاه فوتبال لیورپول اشاره کرد.